# Abd el-Aziz el-Zoubi
Abd el-Aziz el-Zoubi (in arabo عبد العزيز الزعبي‎?, in ebraico יגאל אלון‎?; Nazareth, 4 febbraio 1926 – 14 febbraio 1974) è stato un politico israeliano di etnia araba.
Ha servito come membro della Knesset per Mapam e Allineamento dal 1965 fino alla sua morte. Il 24 maggio 1971 è stato nominato Vice Ministro della Sanità diventando il primo membro non ebreo di un governo israeliano.

## Biografia
Nato a Nazareth durante il mandato britannico, el-Zoubi dopo aver completato i suoi studi presso l'Arab College di Gerusalemme trovò lavoro come impiegato delle tasse per le autorità del Mandato. In seguito alla nascita dello stato di Israele nel 1948, lavorò come impiegato per l'Israel Lands Authority fino al 1958. Fu anche segretario del sindacato dei lavoratori a Nazareth. Nel 1956 aiutò a organizzare l'Associazione araba ebraica per la pace e l'uguaglianza dei diritti e fu tra i fondatori dell'Istituto arabo a Givat Haviva. Nel 1958 si unì al Mapam e nel 1961 fu nominato vicesindaco di Nazareth. Nel 1965 divenne sindaco della città, ricoprendo l'incarico fino all'anno successivo. Alle elezioni della Knesset del novembre 1965 vinse un seggio nella lista del Mapam ed entrò in parlamento.
Fu rieletto nel 1969 nella lista Allineamento (un'alleanza del Partito Laburista e del Mapam), e il 24 maggio 1971 fu nominato Vice Ministro della Salute nel governo di Golda Meir . Mantenne il suo seggio nelle elezioni del 1973 , ma morì meno di un mese dopo la riconvocazione della Knesset. Il suo seggio fu preso da Haviv Shimoni.
El-Zoubi è stato anche membro del comitato editoriale di New Outlook e redattore della rivista mensile al Fajar e di quella settimanale al Mersad, entrambe in lingua araba.
La sua famiglia allargata comprende Seif el-Din el-Zoubi, che è stato membro della Knesset per diversi partiti e sindaco di Nazareth, e la cugina Haneen Zoubi, anch'essa membro della Knesset per Balad.